# Magnolia salicifolia
Magnolia salicifolia es una especie de árbol perteneciente a la familia Magnoliaceae. Es originaria de Japón. 

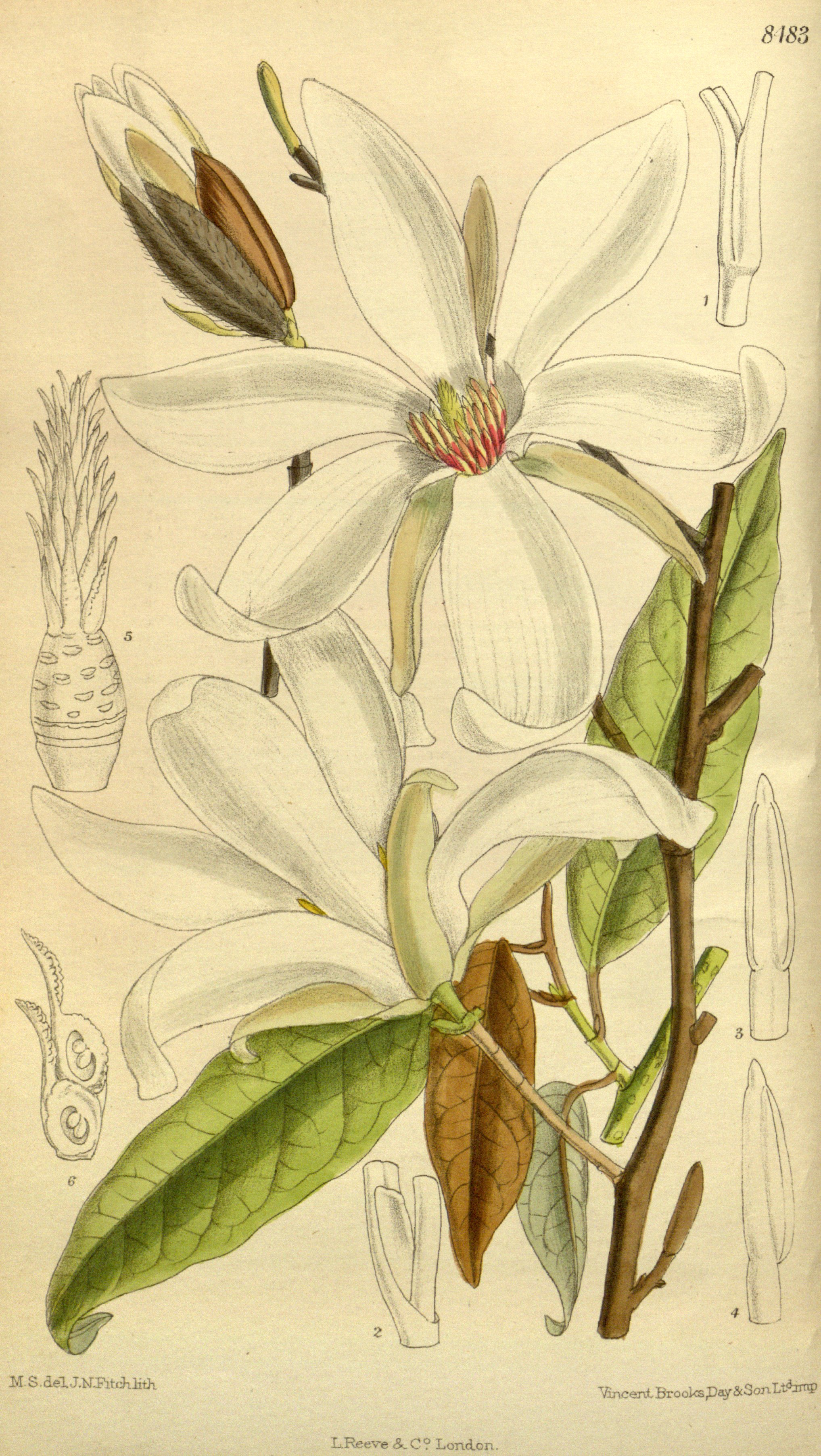
Ilustración

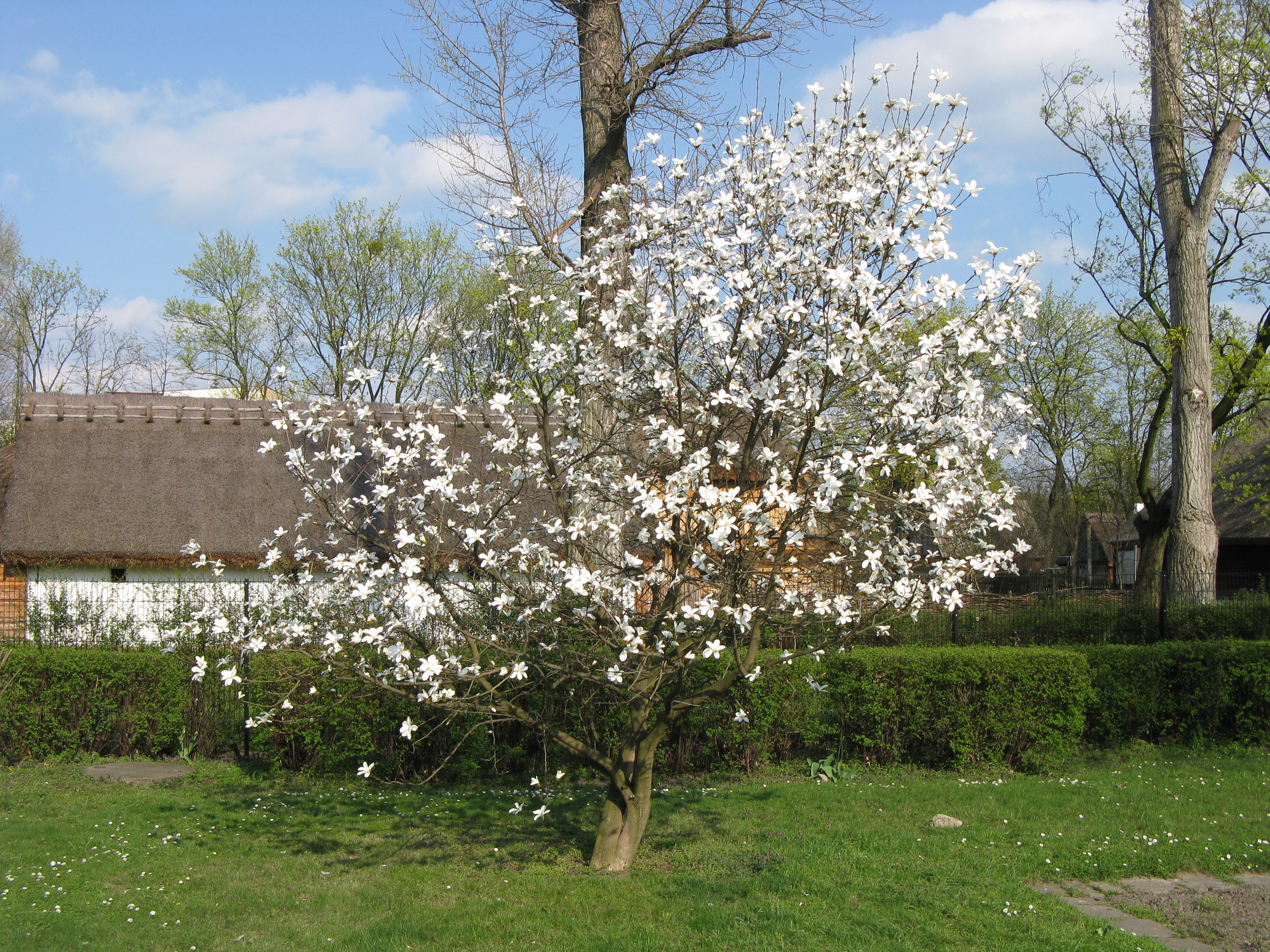
Vista del árbol

## Descripción
Es un pequeño árbol caducifolio que alcanza un tamaño de 7,5 m de altura, con hojas lanceoladas estrechas con superficies inferiores blanquecinas. Las hojas no son tan estrechas como verdaderos sauces (Salix), pero es estrecha en comparación con otras magnolias, dando a este árbol de una textura más fina. Las flores son perfumadas de 10 cm de ancho que aparecen a principios de primavera antes que las hojas. Las hojas y la corteza son fragantes cuando se estrujan.
Esta planta no se encuentra a menudo en el cultivo.

## Propiedades
El principio activo costunólido es un sesquiterpeno lactona obtenido de los frutos de M. salicifolia. Su uso ha obtenido una mortalidad del 100% en los mosquitos y los compuestos se utilizan como sustancias insecticidas.

## Taxonomía
Magnolia salicifolia fue descrita por (Siebold & Zucc.) Maxim. y publicado en Bulletin de l'Academie Imperiale des Sciences de St-Petersbourg 17: 418. 1872.
Etimología
Magnolia: nombre genérico otorgado en honor de Pierre Magnol, botánico de Montpellier (Francia). 
salicifolia: epíteto latín que significa "con hojas como el sauce".
Sinonimia
- Buergeria salicifolia Siebold & Zucc.
- Magnolia famasiha P.Parm.
- Magnolia slavinii Harkn.
- Magnolia tokumotoana Yanagita
- Talauma salicifolia (Siebold & Zucc.) Miq.
- Talauma salicifolia var. concolor Miq.
- Yulania salicifolia (Siebold & Zucc.) D.L.Fu[4]

Híbrido
- Magnolia × proctoriana Rehder